# Tardes
Tardes är en kommun i departementet Creuse i regionen Nouvelle-Aquitaine i de centrala delarna av Frankrike. Kommunen ligger i kantonen Chambon-sur-Voueize som tillhör arrondissementet Aubusson. År 2022 hade Tardes 119 invånare.

## Befolkningsutveckling
Antalet invånare i kommunen Tardes
Referens:INSEE